# 亨克 (密蘇里州)
亨克（英語：Hemker）是位於美國密蘇里州富蘭克林縣的非建制地區。

## 歷史
亨克的郵局於1885年設立，其後於1903年停運。

## 地理
亨克所處的海拔為高於海平面231米（即758英呎），而該地所採用的時區為UTC-6，即北美中部時區（CST）。同時該地設有夏令時間，為UTC-6調快一小時，即UTC-5（CDT）。